# Овийр, Анне-Ли
Анне-Ли Овийр (эст. Anne-Ly (Anneli) Oviir; март 1964 — 28 сентября 1994, Балтийское море) — советская биатлонистка, бронзовый призёр чемпионата СССР в эстафете (1983).

## Биография
Родилась в марте 1964 года в семье Ааре и Лии Овийр. Занималась лыжными гонками и биатлоном в спортивном клубе Ленинского района Таллина у тренеров Айты и Тыну Пяясуке. Была призёром юниорских соревнований Эстонской ССР по лыжным гонкам. Представляла спортивное общество «Динамо» и город Таллин.
На чемпионате СССР среди женщин 1983 года, проходившем в Соликамске, стала бронзовым призёром в эстафете в составе сборной Эстонской ССР.
Трёхкратный серебряный призёр чемпионатов Эстонской ССР по биатлону, в 1983 году в спринте, в 1984 году в спринте и индивидуальной гонке.
В середине 1980-х годов завершила спортивную карьеру. Погибла 28 сентября 1994 года при крушении парома «Эстония».